# Steinmühle (Helmbrechts)
Steinmühle ist ein Wohnplatz der Stadt Helmbrechts im Landkreis Hof (Oberfranken, Bayern). Steinmühle liegt in der Gemarkung Helmbrechts.

## Geografie
Der Weiler liegt an der Selbitz und an der Kreisstraße HO 25, die nach Helmbrechts zur Staatsstraße 2194 (1,1 km westlich) bzw. nach Absang verläuft (0,5 km östlich).

## Geschichte
Steinmühle gehörte zur Realgemeinde Helmbrechts. Gegen Ende des 18. Jahrhunderts bestand Steinmühle aus einem Anwesen. Die Hochgerichtsbarkeit  stand dem bayreuthischen Stadtvogteiamt Helmbrechts zu. Das Kastenamt Helmbrechts war Grundherr der Mühle.
Von 1797 bis 1810 unterstand Steinmühle dem Justiz- und Kammeramt Münchberg. Infolge des Ersten Gemeindeedikts wurde Steinmühle dem 1812 gebildeten Steuerdistrikt Helmbrechts und der zugleich entstandenen Munizipalgemeinde Helmbrechts zugewiesen.

### Einwohnerentwicklung
| Jahr      | 1812  | 1819  | 1861  | 1871  | 1885   | 1900   | 1925   | 1950   | 1961   |
| Einwohner | *     | *     | 7     | 8     | 10     | 8      | 23     | 25     | 22     |
| Häuser    | *     |       |       |       | 1      | 1      | 3      | 4      | 4      |
| Quelle    | [ 4 ] | [ 7 ] | [ 8 ] | [ 9 ] | [ 10 ] | [ 11 ] | [ 12 ] | [ 13 ] | [ 14 ] |

## Religion
Steinmühle ist evangelisch-lutherisch geprägt und bis heute nach St. Johannes der Täufer (Helmbrechts) gepfarrt.